# Мегаполис (команда КВН)
«Мегаполис» — команда КВН из Москвы. В 2005 году поделили с «Нартами из Абхазии» чемпионство в Высшей лиге.

## История в КВН
Команда принимала участие в сезоне Премьер-Лиги 2004 года, где разделила чемпионство с командой «Максимум».
В сезоне Высшей лиги 2005 команда дошла до финала. Соперниками «Мегаполиса» в финале 2005 года были «Четыре татарина», «Нарты из Абхазии» и «ЧП». С результатом 20,2 балла команда стала чемпионом, разделив победу с «Нартами из Абхазии». Таким образом, команде принадлежит своеобразный рекорд — с первого раза одержали победу и в Премьер-лиге, и в Высшей.
Команда стала первым чемпионом Высшей лиги КВН из Москвы, начиная с возрождения телевизионного КВН, если не считать условно московскую команду «Эскадрон гусар», которая стала чемпионом вместе с ХАИ в 1995 году. В последний раз в «старом» КВН команда из Москвы была чемпионом в 1967 году. После неё же ещё два года подряд московские команды становились чемпионами Высшей лиги (РУДН и «Обычные люди»).

## Достижения и титулы
- Чемпионы Премьер-Лиги 2004
- Чемпионы Высшей Лиги 2005

## Состав команды
- Денис Привалов — капитан
- Наталья Еприкян (Наталья Андреевна)
- Эдуард Стан
- Максим Шкаликов
- Андрей Стецюк
- Сергей Захаров
- Денис Ртищев
- Игорь Меерсон

## История после КВН
- Наталья Еприкян — автор идеи, продюсер, участница и автор проекта «Comedy Woman».
- Денис Привалов — сценарист «Прожекторперисхилтон»[3].
- Денис Ртищев — сценарист «Прожекторперисхилтон». Главный автор сценария телепередачи «Вечерний Ургант»[4].
- Максим Шкаликов — сценарист скетч-шоу «6 кадров»[5]. Автор диалогов в сериале «Универ»[6]. Креативный продюсер сериала «Сашатаня».
- Игорь Меерсон — резидент Comedy Club (2006—2010).
- Наталья Еприкян, Денис Привалов и Максим Шкаликов вошли в состав коллектива «Седая волна» во втором сезоне шоу «Концерты» (2023)[источник не указан 466 дней].